# Salamon Ferenc (vízilabdázó)
Salamon Ferenc (Budapest, 1988. november 11. –) magyar válogatott vízilabdázó.

## Pályafutása
A Csapó Gábor és Faragó Tamás alkotta Matáv Pólósuliban kezdte a pályafutását, majd hamarosan az Újpesthez került. A lila-fehér egyesületnél minden korosztályban magyar bajnoki címet ünnepelhetett. 2005-ben ifjúsági Európa-bajnoki bronzérmet, 2006-ban junior Európa-bajnoki ezüstérmet szerzett, 2007-ben pedig junior világbajnok lett. 2008 nyarán az edző- és koncepcióváltáson átesett, és jelentősen megfiatalított Domino-Honvédhoz igazolt. A Vad Lajos irányította alakulattal 2010-ben elhódította a Magyar Kupa-trófeát.
A magyar válogatottban egy mérkőzést játszott, 2011. február 24-én a miskolci Volvo Kupán Ausztrália ellen ugrott a medencébe. A találkozót a hazai csapat nyerte 8–4-es arányban.
2012 májusában elhagyta az anyagi problémákkal küzdő Honvédot, és a ZF-Egerhez igazolt.

## Eredményei
Klubcsapattal
- Magyar bajnokság
  - aranyérmes: 2013, 2014
  - ezüstérmes: 2015, 2019, 2021
  - bronzérmes: 2016, 2017
- Magyar Kupa
  - Győztes (1): 2010 – Groupama Honvéd
  - Ezüstérmes (1): 2011 – Groupama Honvéd
- LEN-Európa-kupa
  - második (1): 2021[2]

Válogatottal
- Junior világbajnokság
  - aranyérmes: 2007
- Junior Európa-bajnokság
  - ezüstérmes: 2006
- Ifjúsági Európa-bajnokság
  - bronzérmes: 2005